# Mjölströare

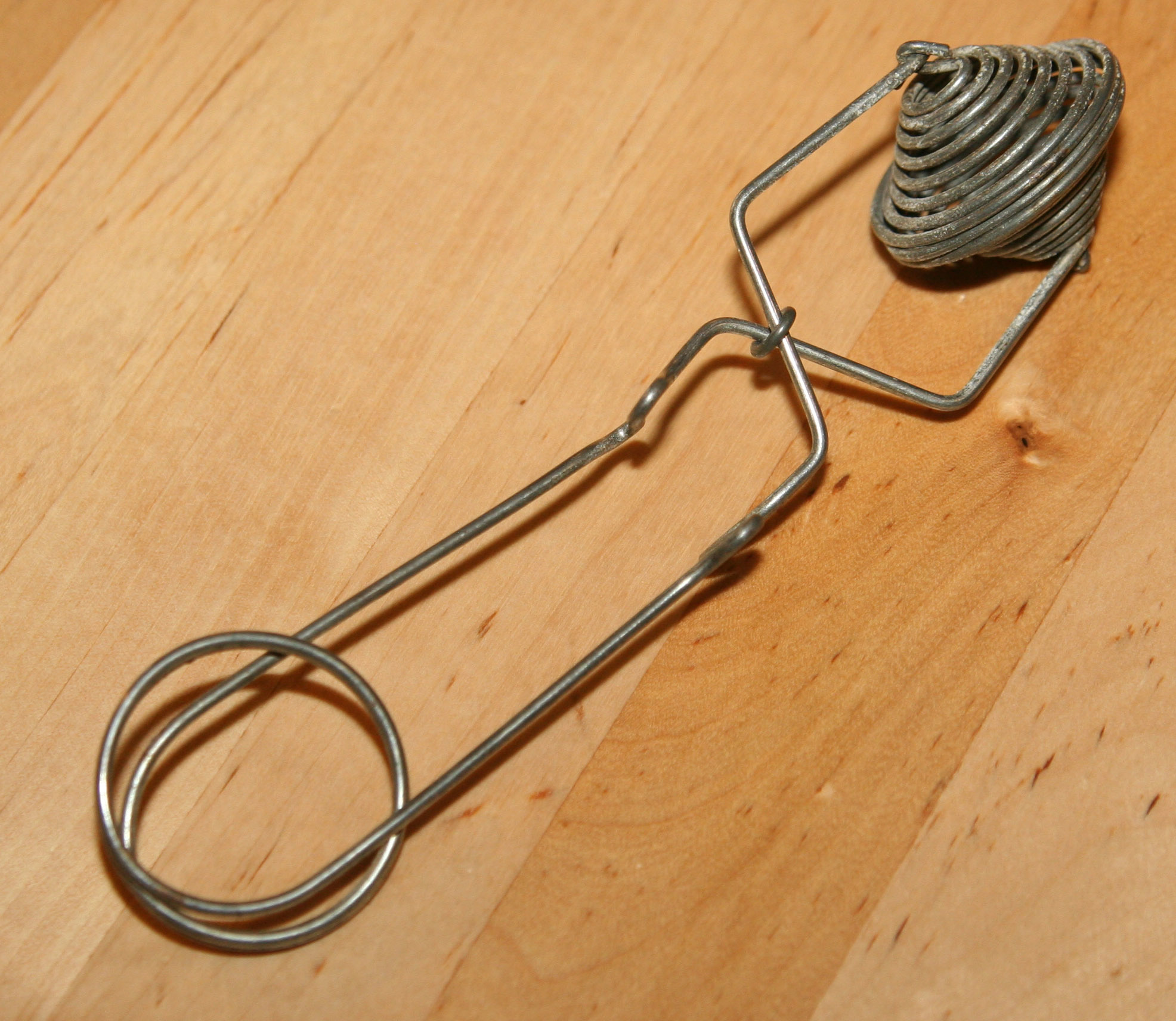
En typ av mjölströare

En mjölströare används för att strö i vetemjöl i såser och stuvningar (då de ska toppredas) på ett sätt att mjölet inte klumpar sig.
Behovet av en mjölströare har uppkommit i att finmalet vetemjöl (som är det vanligaste i Sverige) väldigt lätt klumpar sig då man strör det över en het vätska. Det är svårt att strila vetemjöl lite i taget från ett vanligt mått.